# Лиголамби
Лигола́мби (фин. Likolampi) — деревня в Колтушском городском поселении Всеволожского района Ленинградской области.

## История
По одной из версий деревня Лиголамби была основана в двадцатые годы XVIII века,
но достоверно, в списках населённых мест, Лиголамби появляется лишь в конце XIX века:

ПОСЁЛОК ЛИКО (ЛИГОЛАМБИ) — Лампи и Лаках Ахо — имение Ильиных у деревни Бор; 13 дворов, 41 м п., 46 ж. п., всего 87 чел. (1896 год)

По данным «Памятной книжки Санкт-Петербургской губернии» за 1905 год селение называлось посёлок Лико-Ламми.
В картографических источниках безымянные строения на месте будущей деревни Лиголамби упоминаются лишь в 1914 году, на военно-топографической карте Петроградской губернии.
В конце XIX — начале XX века деревня административно относилась к Колтушской волости 2-го стана Шлиссельбургского уезда Санкт-Петербургской губернии. Население деревни было однородным — финским.

ЛИГОЛАМПИ — деревня Борского сельсовета Ленинской волости, 16 хозяйств, 91 душа, все финны-ингерманландцы. (1926 год)

По другим данным большую часть населения деревни составляли переселенцы и потомки переселенцев из Финляндии, так называемые «финляндские карелы».
По административным данным 1933 года деревня называлась Лиго-Лампи и относилась к Колтушскому финскому национальному сельсовету.
В 1930—1940-е годы в деревне работал финский колхоз «Uusi elämä» («Новая жизнь»).
В 1938 году население деревни составляло 59 человек, все финны.

ЛИГО-ЛАМБИ — деревня Колтушского сельсовета, 57 чел. (1939 год)

План деревни Лиголамби. 1939 год

В 1940 году деревня насчитывала 10 дворов.
До 1942 года — место компактного проживания ингерманландских финнов.
В годы войны в деревне располагались:

- эвакуационный госпиталь № 92
- полевой подвижный госпиталь № 633
- хирургический полевой подвижный госпиталь № 95[17]

В 1958 году деревня называлась Лиголампи, её население составляло 126 человек.
До 1959 года деревня входила в состав Красногорского сельсовета с административным центром в деревне Красная Горка, а затем снова вошла в состав Колтушского сельсовета.
По данным 1966, 1973 и 1990 годов деревня входила в состав Колтушского сельсовета.
В 1997 году в деревне проживали 35 человек, в 2002 году — 70 человек (русских — 52 %), в 2007 году — 94.

## География
Деревня расположена в южной части района на автодороге 41К-311 (Подъезд к пос. Воейково).
Расстояние до административного центра поселения — 3 км.
Расстояние до ближайшей железнодорожной платформы Всеволожская — 8 км.
Деревня находится на Колтушской возвышенности, к востоку от села Павлово.

## Демография
| 2007 | 2010 | 2017 |
| ---- | ---- | ---- |
| 94   | ↘77  | ↘74  |

Национальный состав
Согласно данным Всероссийской переписи населения 2021 года в деревне проживали 311 человек, из них:
 русские — 289, армяне — 4, финны — 4, татары — 4, белорусы — 3, таджики — 2, украинцы — 2, евреи — 1, немцы — 1, эстонцы — 1 человек, остальные национальность не указали.

## Административное подчинение
- с 1 марта 1917 года — в Колбино-Борском сельсовете Колтушской волости Шлиссельбургского уезда.
- с 1 января 1921 года — в Борском сельсовете.
- с 1 февраля 1923 года — в Борском сельсовете Ленинской волости Ленинградского уезда.
- с 1 августа 1927 года — в Борском сельсовете Ленинского района Ленинградского округа.
- с 1 ноября 1928 года — в Колтушском сельсовете.
- с 1 июля 1930 года — в Колтушском сельсовете Ленинградского Пригородного района.
- с 1 августа 1936 года — в Колтушском сельсовете Всеволожского района
- с 1 января 1939 года — в Красногорском сельсовете
- с 1 марта 1959 года — в Колтушском сельсовете[18].

## Достопримечательности
В деревне расположен природный объект, требующий особой охраны — термокарстовая котловина треугольной формы в 150 м к западу от пруда в центре деревни, диаметром 300 и глубиной 13—15 м.

## Инфраструктура
Деревня закреплена за МОУ «Колтушская средняя общеобразовательная школа им. ак. И. П. Павлова».
Рядом проходят 2 нефтепровода: Кириши — Приморск и Палкино — Приморск.
В деревне ведётся активное коттеджное строительство.

## Улицы
Александровская, Боровая, Верхняя, Лесная, Радужный переулок, Садовая, Светлая, Сергеевская, Цветочная.